# العلاقات السورينامية اللاتفية
العلاقات السورينامية اللاتفية هي العلاقات الثنائية التي تجمع بين سورينام ولاتفيا.

## مقارنة بين البلدين
هذه مقارنة عامة ومرجعية للدولتين:
| وجه المقارنة                                              | سورينام                        | لاتفيا                                             |
| --------------------------------------------------------- | ------------------------------ | -------------------------------------------------- |
| المساحة (كم2)                                             | 163.27 ألف                     | 64.59 ألف                                          |
| عدد السكان (نسمة)                                         | 563.40 ألف                     | 1.93 مليون                                         |
| الكثافة السكانية (ن./كم²)                                 | 3.45                           | 29.88                                              |
| العاصمة                                                   | باراماريبو                     | ريغا                                               |
| اللغة الرسمية                                             | اللغة الهولندية                | اللغة اللاتفية                                     |
| العملة                                                    | دولار سورينامي، غيلدر سورينامي | يورو، لاتس لاتفي، الروبل اللاتفي ‏، الروبل اللاتفي ‏ |
| الناتج المحلي الإجمالي (بليون دولار)                      | 3.32 مليار                     | 30.26 مليار                                        |
| الناتج المحلي الإجمالي (تعادل القوة الشرائية) بليون دولار | 9.07 مليار                     | 49.24 مليار                                        |
| الناتج المحلي الإجمالي الاسمي للفرد دولار أمريكي          | 9.48 ألف                       | 14.06 ألف                                          |
| الناتج المحلي الإجمالي للفرد دولار أمريكي                 | 16.64 ألف                      | 23.55 ألف                                          |
| مؤشر التنمية البشرية                                      | 0.714                          | 0.819                                              |
| رمز المكالمات الدولي                                      | +597                           | +371                                               |
| رمز الإنترنت                                              | .sr                            | .lv                                                |
| المنطقة الزمنية                                           | 00                             | ت ع م+02:00، ت ع م+03:00، أوروبا/ريغا ‏             |

## منظمات دولية مشتركة
يشترك البلدان في عضوية مجموعة من المنظمات الدولية، منها:
| علم المنظمة | اسم المنظمة                        | تاريخ انضمام سورينام | تاريخ انضمام لاتفيا |
| ----------- | ---------------------------------- | -------------------- | ------------------- |
|             | يونسكو                             | 16 يوليو 1976        | 9 يوليو 1951        |
|             | وكالة ضمان الاستثمار متعدد الأطراف | 2 يوليو 2003         | 21 أغسطس 1998       |
|             | الأمم المتحدة                      | 4 ديسمبر 1975        | 17 سبتمبر 1991      |
|             | الاتحاد البريدي العالمي            | ?                    | ?                   |
|             | البنك الدولي للإنشاء والتعمير      | 27 يونيو 1978        | 11 أغسطس 1992       |
|             | المنظمة الهيدروغرافية الدولية      | ?                    | ?                   |
|             | الاتحاد الدولي للاتصالات           | 15 يوليو 1976        | 11 ديسمبر 1921      |
|             | منظمة حظر الأسلحة الكيميائية       | ?                    | ?                   |
|             | مؤسسة التمويل الدولية              | 1 سبتمبر 2011        | 29 سبتمبر 1993      |
|             | منظمة التجارة العالمية             | ?                    | 1999                |
|             | منظمة الشرطة الجنائية الدولية      | ?                    | ?                   |

## وصلات خارجية
- موقع وزارة الخارجية السورينامية
- موقع وزارة الخارجية اللاتفية